# Белопольский, Ефим Тимофеевич
Ефим Тимофеевич Белопо́льский (1752 — после 1799) — штаб-лекарь, один из основателей военно-санитарной медицины в России. Сподвижник великого русского полководца Александра Васильевича Суворова.

## Биография
Родился в семье украинского казака. Учился в Черниговской духовной семинарии и Черниговской Коллегии, а в 1773 году, приехав в Петербург, подал прошение о зачислении в медицинскую школу и был зачислен лекарским учеником в госпитальную школу при Санкт-Петербургском военно-сухопутном госпитале. В 1775 году произведен в подлекари, а в 1777 произведен в лекари и назначен в Ряжский пехотный полк, после чего более одиннадцати лет служил в войсках. Неоднократно оказывался в поле зрения А. В. Суворова. В 1788 году произведен в штаб-лекари и в 1789 был назначен в Витовский (Богоявленский) госпиталь, где около года работал под руководством Д. С. Самойловича. В 1790 году написал научную работу «De morbis chersonicus», состоящую из 496 медико-физических примечаний, собранных в Архиве Государственной Медицинской Коллегии, которая была причислена к III классу примечаний. С 1795 года (указом Медицинской Коллегии с 1796 г.) служил в войсках Кинбурнского корпуса А. В. Суворова, а в 1796—1797 служил при его штаб-квартире в Тульчине. Суворов считал Белопольского «искуснейшим штаб-лекарем» и в своей «Науке побеждать» обязывал офицеров заботиться о здоровье солдат и «помнить полевой лечебник штаб-лекаря Белопольского». В 1793 году, по поручению Суворова, Белопольский разработал свой лечебник «Правила медицинским чинам», в которых основное внимание уделялось предупреждению заболеваний в армии — надзору за качеством питьевой воды, питанию солдат, устройству казарм, соблюдению правил гигиены. В своей работе Белопольский обосновал сортировку больных, акцентуировал необходимость выяснения причин заболеваемости, предложил сочетать вопросы медикаментозного лечения больных с проведением профилактических мероприятий. В качестве лечебных средств предлагались, главным образом, лекарственные травы. Приводились сведения о лечении цинги и лихорадки. По приказанию Суворова эти Правила были разосланы для руководства и исполнения в подведомственные А. В. Суворову войска. В 1797 году Белопольский назначен Инспектором Казанской врачебной управы.
В 1799 году, по состоянию здоровья Ефиму Тимофеичу Белопольскому был выдан паспорт на увольнение в Киевскую губернию с пенсионом, равным получаемому во время службы жалованью. Дальнейшая его судьба неизвестна.

## Вклад в военную медицину
Несомненной заслугой Е. Т. Белопольского было введение систематической повседневной профилактической работы в войсках, что способствовало изменению к лучшему санитарного состояния российских войск.